# Impasse des Bœufs
Impasse des Bœufs är en återvändsgata i Quartier de la Sorbonne i Paris femte arrondissement. Gatans namn kommer av de oxstallar som tidigare var belägna vid den. Impasse des Bœufs börjar vid Rue de l'École-Polytechnique 20.

## Omgivningar
- Saint-Étienne-du-Mont
- Panthéon
- Impasse Bouvart
- Passage du Clos-Bruneau
- Impasse Chartière
- Rue Basse-des-Carmes

## Bilder
| - Ingången till Impasse des Bœufs. - Gatuskylt. - Saint-Étienne-du-Mont. - Panthéon. |

## Kommunikationer
- Tunnelbana – linje  – Maubert – Mutualité
- Busshållplats Collège de France – Paris bussnät

### Webbkällor
- ”Impasse des Bœufs”. Mairie de Paris. https://web.archive.org/web/20150910131127/http://www.v2asp.paris.fr/commun/v2asp/v2/nomenclature_voies/Voieactu/1063.nom.htm. Läst 23 oktober 2023.
- ”Impasse des Boeufs (5ème arrondissement)”. Les rues de Paris. https://web.archive.org/web/20190729121108/http://www.parisrues.com/rues05/paris-05-impasse-des-boeufs.html. Läst 23 oktober 2023.